# Myślenie mityczne
Myślenie mityczne – sposób myślenia charakterystyczny dla człowieka kultury tradycyjnej, w którym mit pełni rolę uniwersalnej opowieści wyjaśniającej i uzasadniającej człowiekowi jego usytuowanie w świecie.
Myślenie mityczne wiąże się z pewnym stanem wiedzy na temat świata, w którym wyjaśnia się specyfikę określonych zjawisk przyrodniczych dziełom bogów i bohaterów, które miały miejsce w mitycznym czasie początków.
Według Maxa Webera myślenie mityczne występowało przed tzw. pierwszym odczarowaniem świata, a zatem na magicznym etapie kultury kiedy wszelkie czynności posiadały swój wymiar symboliczny np. polowanie poza podstawowym pragmatycznym sensem, posiadało sens mityczny.
Według Karola Marksa myślenie mityczne nie różnicowało człowieka od innych elementów świata: nie występowała alienacja człowieka od przyrody. Człowiek uważał, że jest spokrewniony ze zwierzętami i roślinami (totemizm), lub, że między nim a światem przyrody występuje łączność przejawiająca się np. w wędrówce dusz.
Cechy myślenia mitycznego:
- animizacyjny, personifikacyjny oraz antropomorfizacyjny sposób postrzegania rzeczywistości
- aksjologiczne, wartościujące, postrzeganie przestrzeni
- postrzeganie części jako integralnie związanej z całością (magia sympatyczna)
- postrzeganie zjawisk w kontekście ich genezy – tj. jako ostatecznie uformowanych już na początku swojej egzystencji[2]
- postrzegane upływu czasu jako odwracalnego (czas cykliczny)[3]